# کلاه حصیری (رمان)
کلاه حصیری کتابی از مصطفی خرامان است که در سال ۱۳۹۴ منتشر و در مراسم کتاب سال جمهوری اسلامی ایران به‌عنوان کتاب شایسته تقدیر معرفی شد.